# أكيرا
أكيرا (باليابانية: AKIRA) هو راقص ومغني وممثل ياباني، ولد في 23 أغسطس 1981 بيوكوهاما في اليابان.

## أعمال

### أفلام
- (2003) ضائع في الترجمة[4][5]

## وصلات خارجية
- أكيرا على موقع IMDb (الإنجليزية)
- أكيرا على موقع ميوزك برينز (الإنجليزية)
- أكيرا على موقع قاعدة بيانات الفيلم (الإنجليزية)